# Colibași (okręg Buzău)
Colibași – wieś w Rumunii, w okręgu Buzău, w gminie Râmnicelu. W 2011 roku liczyła 430 mieszkańców.